# Lophophorata

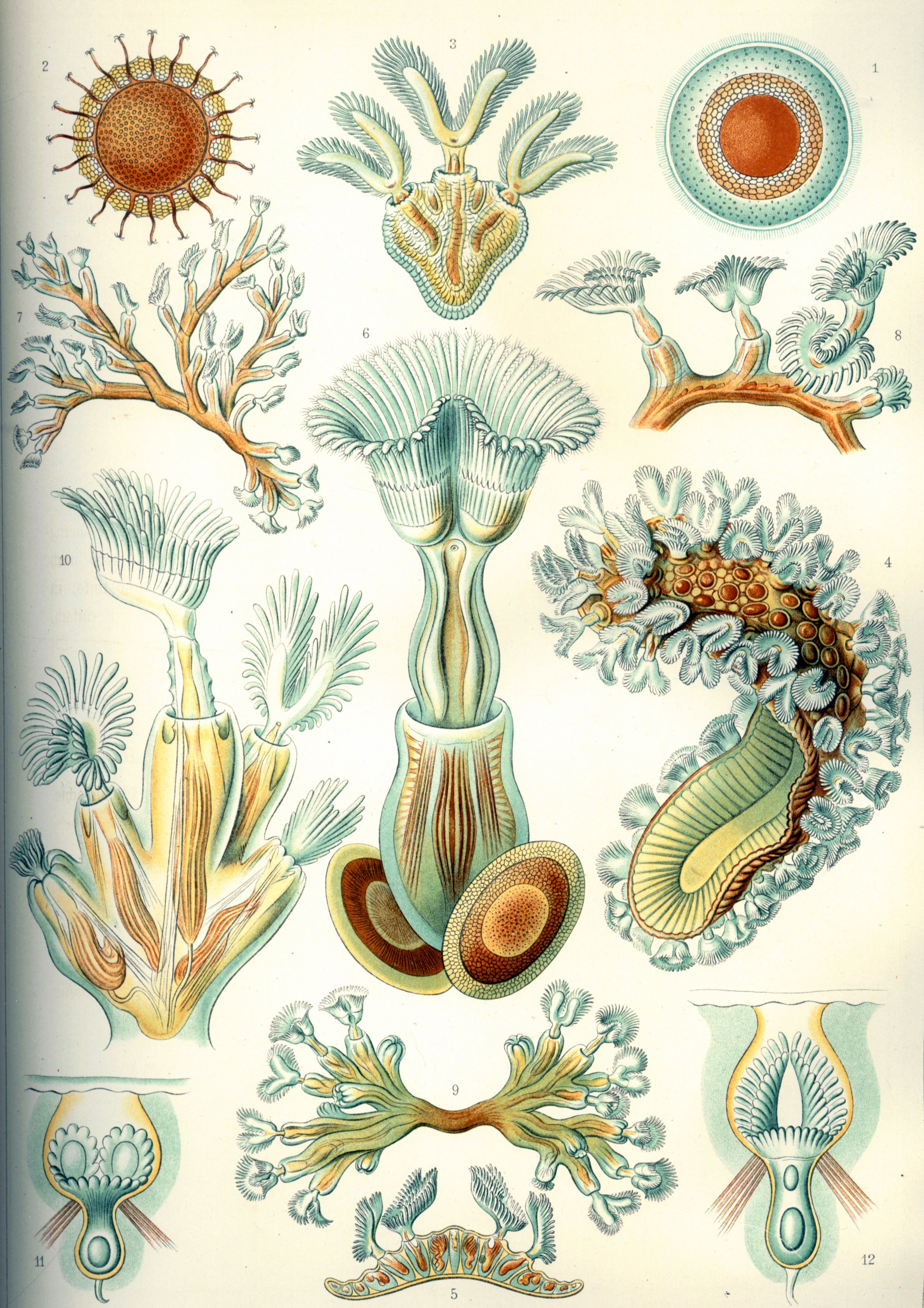
Schema dei Briozoi

I Lofoforati sono un gruppo di animali Protostomi (non rientranti in nessuna categoria tassonomica) caratterizzati dalla presenza del lofoforo attorno alla bocca che permette la nutrizione. Quest'ultimo è un organo filtratore che ha una piega anteriore a forma di ferro di cavallo che sorregge tentacoli ciliati e cavi contenenti celoma che li mantiene turgidi. Altro celoma si trova dentro il corpo.
Tali animali (tutti microfagi sospensivori) fanno parte dei tre phyla:
- Brachiopodi
- Foronidei
- Briozoi

La formazione del celoma è intermedia tra schizocelia ed enterocelia. La segmentazione è radiale.